# Orphinus apicalis
Orphinus apicalis es una especie de escarabajo de piel del género Orphinus, orden Coleoptera. Fue descrita por Pic en 1918.

## Descripción
Según estudios e investigaciones de Pic, esta especie es sinónimo de Orphinus rufofasciatus debido a que son similares en aspecto, esto, después de examinar especímenes encontrados en las localidades de Luzón y Java.

## Distribución y hábitat
Se distribuye por Java, Sumatra y Filipinas.